# National Bank Challenger Saguenay 2013
Il National Bank Challenger Saguenay 2013 è stato un torneo di tennis facente parte della categoria ITF Women's Circuit nell'ambito dell'ITF Women's Circuit 2013. Il torneo si è giocato a Saguenay in Canada dal 21 al 27 ottobre 2013 su campi in cemento (indoor) e aveva un montepremi di $50,000.

## Partecipanti

### Teste di serie
| Nazionalità | Giocatrice        | Ranking* | Testa di serie |
| ----------- | ----------------- | -------- | -------------- |
| Ungheria    | Tímea Babos       | 103      | 1              |
| Stati Uniti | Coco Vandeweghe   | 116      | 2              |
| Stati Uniti | Melanie Oudin     | 122      | 3              |
| Stati Uniti | Maria Sanchez     | 139      | 4              |
| Rep. Ceca   | Andrea Hlaváčková | 142      | 5              |
| Francia     | Alizé Lim         | 159      | 6              |
| Tunisia     | Ons Jabeur        | 162      | 7              |
| Stati Uniti | Sachia Vickery    | 184      | 8              |

- Ranking al 14 ottobre 2013.

### Altre partecipanti
Giocatrici che hanno ricevuto una wild card:
- Françoise Abanda
- Marie-Alexandre Leduc
- Sonja Molnar
- Jillian O'Neill

Giocatrici che sono passate dalle qualificazioni:
- Élisabeth Fournier
- Tori Kinard
- Lena Litvak
- Caitlin Whoriskey

## Vincitrici

### Singolare
Ons Jabeur ha battuto in finale  Coco Vandeweghe con il punteggio di 6(0)–7, 6–3, 6–3

### Doppio
Marta Domachowska /  Andrea Hlaváčková hanno battuto in finale  Françoise Abanda /  Victoria Duval con il punteggio di 7–5, 6–3